# Хейдметс, Рао Эйнович
Ра́о Э́йнович Хе́йдметс (эст. Rao Heidmets; род. 15 сентября 1956, Пярну, Эстонская ССР) — советский и эстонский художник-аниматор, сценарист и кинорежиссёр. Награждён орденом Белой звезды 5-й степени (2005).

## Биография
Родился 15 сентября 1956 года в Пярну. Мать работала школьной учительницей, отец — инженером-электриком.
В 1976 году окончил Пярнускую 2-ю среднюю школу. В 1981 году окончил Таллинский политехнический институт по специальности «инженер-электрик». В студенческие годы участвовал в андеграундной киногруппе «Päratrust film» наряду с Харди Вольмером, Яаком Арро и др..
В 1979 году пришёл работать на киностудию «Таллинфильм» как художник-аниматор. В 1983 году дебютировал как режиссёр кукольного фильма «Голубятница».
В 1986 году провёл свою первую персональную выставку графики и рисунков. В 1991 году основал собственную киностудию «Rao Heidmets». В 1999—2001 годах работал главным продюсер детских и юношеских программ на Эстонском телевидении. Преподавал анимацию, режиссуру и творческое мышление в Балтийской школе кино и медиа Таллинского университета, Тартуском художественном колледже, Эстонской академии художеств и других учебных заведениях. В 1997—1999 годах был членом экспертной комиссии Эстонского кинофонда, в 2003—2005 и 2011—2013 годах — членом экспертной комиссии аудиовизуального искусства фонда «Капитал культуры Эстонии», в 1996—2019 годах председателем Эстонского союза анимации. Член Союза кино Эстонии и Союза художников Эстонии.
Входил в состав жюри многих международных фестивалей анимационного кино. Снял короткометражный фильм «Театр Папы Карло» (1988), который по состоянию на 2025 год является единственным эстонским анимационным фильмом, удостоенным премии «Золотая пальмовая ветвь».
С 2018 года вместе с женой Эвой Тооме, редактором анимационных фильмов, управляет кинохутором Кубья-Марди в уезде Рапламаа. Там в 100-летнем амбаре оборудована студия, где проводятся мастер-классы по созданию анимационных и других фильмов для людей всех возрастов. Занятия и презентации также проходят в Таллине и в других местах Эстонии, согласно предварительной договорённости.

## Фильмография
- 1979 — Торговец и обезьяны — аниматор, ассистент художника-постановщика
- 1979 — Джиуфа — ассистент художника-постановщика
- 1980 — Шпана — оператор
- 1980 — Сын орлиной пещеры — аниматор
- 1980 — Жертва — изготовитель кукол и декораций
- 1982 — Пекарь и трубочист — аниматор
- 1983 — Голубятница — режиссёр, аниматор
- 1983 — Город мастеров медовых дел — аниматор
- 1985 — Нуриль — режиссёр, аниматор
- 1986 — Жираф — режиссёр
- 1987 — Серенада — сценарист, режиссёр, художник-постановщик
- 1988 — Театр Папы Карло — сценарист, режиссёр
- 1989 — Положение обязывает — сценарист, режиссёр, аниматор, актёр
- 1990 — Школьные истории 3. Астрономия — сценарист
- 1991 — Дерево гномов — сценарист, режиссёр
- 1991 — Домовой — сценарист
- 1993 — История Яана — режиссёр
- 1993 — Поле возрождения — режиссёр
- 1993 — Гостиная — сценарист, режиссёр
- 1998 — Уважаемая Луна! — сценарист, режиссёр, монтажёр, продюсер, актёр
- 2001 — Хейналоом — сценарист, режиссёр, продюсер
- 2003 — Инстинкт — сценарист, режиссёр, монтажёр
- 2006 — Жемчужный человек — сценарист, режиссёр, художник-постановщик, монтажёр, автор идеи
- 2007 — Жизненные истории — сценарист, режиссёр, продюсер
- 2008 — Неотъемлемые обязательства — сценарист, режиссёр, монтажёр
- 2011 — Оракул родился — сценарист, режиссёр, художник-постановщик, монтажёр
- 2012 — Яйцо — сценарист, режиссёр, монтажёр, продюсер, автор идеи
- 2016 — Жизнь до жизни — сценарист, режиссёр, художник-постановщик, монтажёр, продюсер
- 2017 — Свободная шкура — режиссёр, монтажёр, графический дизайнер, продюсер
- 2021 — Код — сценарист, режиссёр, художник-оформитель, монтажёр, автор идеи
- 2021 — Создаватель проблем Волли — сценарист, режиссёр
- 2025 — Идиллия — сценарист, режиссёр

## Награды и премии
- 2005 — Орден Белой звезды 5-й степени[4]